# Le Conquet
Le Conquet (Konk-Leon en bretón) es un municipio del departamento de Finisterre, en la región de Bretaña, en el noroeste de Francia. Es la ciudad más occidental de la Francia continental. Solo tres ciudades insulares Ouessant, Île-Molène e Île de Sein— están más al oeste, también es un importante puerto de pesca.
Su población es de 2400 habitantes, con una densidad de 285 hab/km² y una superficie de 845 hectáreas. 
Destaca su faro de la época de Luis XIV, su fortaleza de Napoleón III y los numerosos búnkeres alemanas escondidos entre su litoral.

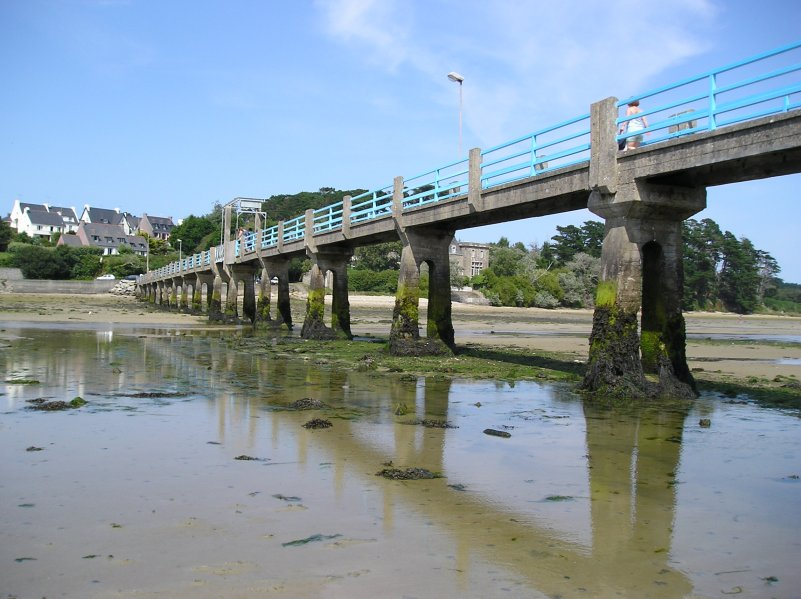
Pasarela del Conquet

 Está unido por una pasarela a la Península de Kermovan. Esta pasarela fue construida en madera por los Alemanes durante la Ocupación. Tras ser destruida se reconstruyó en piedra.

## Demografía
Los habitantes de Le Conquet se llaman Conquetois en francés.
| 1891 | 1811 | 1881 | 2011 | 2149 | 2408 |
| Para los censos de 1962 a 1999 la población legal corresponde a la población sin duplicidades (Fuente: INSEE [Consultar]) |      |      |      |      |      |

## Historia
Mientras huía de Gales en el exilio, Enrique Tudor desembarcó en Le Conquet en lugar de en Francia debido a una tormenta que desvió su barco de su curso.

## Monumentos
- La tumba de Jean-François Le Gonidec.
- Chapel dedicated to Mikael an Nobletz

## Transporte marítimo
El puerto de Le Conquet cuenta con el servicio de la compañía de ferry Penn-ar-Bed, que ofrece conexiones con Ouessant y el archipiélago de Molène durante todo el año. De abril a septiembre, la compañía Finist'mer también ofrece conexiones rápidas entre el puerto de Le Conquet y Lanildut , y el archipiélago de Molène y Ouessant.

## Economía
Como puerto pesquero esencial para la pesca de cangrejos, Le Conquet también se convirtió en un lugar ideal para la captura de especies poco comunes. El puerto pesquero está gestionado por la Cámara de Comercio e Industria de Brest desde 2007. En los últimos años, junto con los barcos tradicionales de pesca de cangrejos, la flota ha diversificado sus actividades con otros barcos que utilizan redes de pesca para traer rape, raya, rémol, rodaballo, langosta y capturas frescas diarias. Sin embargo, el cangrejo sigue siendo el símbolo del puerto.

## Estación de rescate SNSM
La estación de salvamento se inauguró el 10 de marzo de 1867. Actualmente, utiliza un bote salvavidas de primera clase de la SNSM de 14 metros de eslora. Es moderno, insumergible y autoadrizable. El SNS 151 La Louve siempre está fondeado en el puerto con dos botes inflables. Uno de estos últimos, llamado Ville du Conquet , es propiedad municipal y se utiliza para la vigilancia costera durante el verano.

## Hermandad
Le Conquet está hermanada con la ciudad de Llandeilo en Gales.